# Sokoto (staat)
Sokoto is een Nigeriaanse staat. De hoofdstad is Sokoto, de staat heeft 4.381.970 inwoners (2007) en een oppervlakte van 25.973 km².
Het gebied was vanaf 1967 een onderdeel van de staat North-Western en vanaf 1976 van de staat Niger. Sokoto, Kebbi en Zamfara werden aparte staten in 1991 en 1996.

## Lokale bestuurseenheden
Er zijn 23 lokale bestuurseenheden (Local Government Areas of LGA's). Elk LGA wordt bestuurd door een gekozen raad met aan het hoofd een democratisch gekozen voorzitter.
De lokale bestuurseenheden zijn:
| - Binji - Bodinga - Dange-shuni - Gada - Goronyo - Gudu - Gwadabawa - Illela - Isa - Kebbe - Kware - Rabah |  | - Sabon-Birni - Shagari - Silame - Sokoto-North - Sokoto-South - Tambuwal - Tangaza - Tureta - Wamako - Wurno - Yabo |

Abia · Adamawa · Akwa Ibom · Anambra · Bauchi · Bayelsa · Benue · Borno · Cross River · Delta · Ebonyi · Edo · Ekiti · Enugu · Gombe · Imo · Jigawa · Kaduna · Kano · Katsina · Kebbi · Kogi · Kwara · Lagos · Nassarawa · Niger · Ogun · Ondo · Osun · Oyo · Plateau · Rivers · Sokoto · Taraba · Yobe · Zamfara
Federaal district: Federal Capital Territory